# Атюхино
Атюхино (рос. Атюхино) — присілок в Пушкіногорському районі Псковської області Російської Федерації.
Населення становить 4 особи. Входить до складу муніципального утворення Муніципальне утворення Пушкіногор'я.

## Історія
Від 2015 року входить до складу муніципального утворення Муніципальне утворення Пушкіногор'я.

## Населення
| 2001 | 2002 | 2010 |
| ---- | ---- | ---- |
| 5    | ↘4   | →4   |